# Buster (film)
 Buster è un film del 1988 diretto da David Green e interpretato da Phil Collins. Narra la storia del noto ladro londinese Buster Edwards e del suo ruolo nell'assalto al treno postale Glasgow-Londra del 1963.

## Trama
Londra, 1963, Buster è un mediocre ladro che compie quotidianamente piccoli furti per mandare avanti la sua famiglia composta dalla moglie June e dalla figlia Nicky. Un giorno, Buster va da Harry, un ladro che ha da poco tempo finito di scontare 18 mesi di prigione, e gli parla del prossimo colpo che sta organizzando il leader della gang Bruce Reynolds, ovvero l'assalto al treno postale Glasgow-Londra, che trasporta circa un milione di sterline in contanti. Dopo aver pianificato ed eseguito alla perfezione la rapina, la gang torna in un nascondiglio di fattoria, dove scopre di aver in realtà rubato tre milioni di sterline. I membri della gang bevono da bottiglie di birra e bicchieri senza indossare guanti, lasciando così impronte digitali che sarebbero testimonianza del loro coinvolgimento nella rapina. Mentre si trovano nel nascondiglio, l'emittente radiofonica comunica che la polizia sta cercando in tutti i casali all'interno di un raggio di 30 miglia dal luogo della rapina.
Alcuni membri, innervositi dalla notizia, vogliono ritornare immediatamente a Londra per paura di essere scoperti, Altri vogliono tener fede al piano originale e rimanere li. Nel frattempo June, che era incinta, perde il feto e viene assistita dalla madre. La banda decide di tornare a Londra, dove incontra il suo contatto, un impiegato del procuratore che, come da piano originale, provvede affinché la casa sia ripulita, distruggendo in tal modo ogni prova fisica che collega la banda alla rapina. Tuttavia il contatto, non può ripulire il luogo prima di qualche giorno, e questo agita Buster, Bruce e Harry, che temendo che il ritardo dell'operazione possa farli scoprire, decidono di recarsi loro stessi alla fattoria per bruciarla. Mentre sono in macchina però apprendono dalla radio che la polizia ha trovato la fattoria e sono così costretti a tornare indietro, sperando di poter tornare a Londra in tempo per poter fuggire con le rispettive famiglie. Buster torna a casa, e June gli rivela dell'aborto spontaneo, nel frattempo il colpo al treno prende il nome mediatico di "The Great Train Robbery".
Per i mesi successivi alla rapina, Buster, June e Nicky sono costretti a restare nascosti, se non poi spostarsi quando la polizia scopre il loro nascondiglio. Nel frattempo, uno ad uno i membri della gang vengono presi dalla polizia, e il furto, considerato alta offesa per l'Inghilterra, costa ad ognuno di loro trent'anni di reclusione in carcere. Così Buster è costretto a scappare ad Acapulco con Bruce, ancora a piede libero, e la fidanzata Franny, ma prima di andar via promette a June di procurarle dei passaporti per poterlo raggiungere appena le acque saranno più calme. June però non resiste, e decide di partire anche lei per raggiungere Buster ad Acapulco, di fatto rischiando di essere presa, perché anche lei ricercata, tuttavia riesce a raggiungere il marito. La nuova vita in Messico, diverte sia Buster che Nicky, ma non June che non riesce mai ad adattarsi, e che dopo una serie di peripezie e litigi con Buster, decide di tornare in Inghilterra con Nicky per andare a stare dalla madre. Buster resta ad Acapulco per ancora diverso tempo, abbastanza per vedere i Mondiali di calcio del 1966, ed è proprio mentre esulta per la vittoria dell'Inghilterra di questi, che capisce che i soldi e la fortuna non valgono nulla senza la sua famiglia, così decide di tornare a Londra dalla moglie, pur sapendo di essere preso. Viene infatti subito catturato e condannato a 15 anni di prigione.

## Accoglienza
Il film ebbe recensioni discordanti. I punti comuni furono critici sul tono del film, considerato come una "romanticizzazione del crimine", e lodevoli sulla performance dei protagonisti Phil Collins e Julie Walters e sulla colonna sonora. Al botteghino, il film raggiunse i 540.000 dollari, di cui 265.038 solo nel weekend d'apertura.

## Premi e riconoscimenti
- Golden Globe 1989: migliore canzone

## Colonna sonora
La colonna sonora del film fu realizzata dallo stesso Phil Collins, e include la sua reinterpretazione del brano A Groovy Kind of Love (#1 nella Official Singles Chart) e Two Hearts (#6 nella medesima classifica). Entrambi i brani raggiunsero la prima posizione nella classifica Billboard. Loco in Acapulco, fu il brano che Collins co-scrisse e produsse per i Four Tops, e in cui suonò la batteria. Two Hearts, ebbe una nomination ai Premi Oscar 1989 nella categoria Miglior Canzone, venendo però battuta da Let the River Run di Carly Simon. Vinse invece ai Grammy Awards 1989 nella categoria Miglior Canzone Scritta per un Film, Televisione o altri media audio-visivi.
1. Two Hearts - Phil Collins
2. Just One Look - The Hollies
3. Big Noise - Phil Collins
4. The Robbery - Anne Dudley
5. I Got You Babe - Sonny & Cher
6. Keep on Running - Spencer Davis Group
7. Loco in Acapulco - The Four Tops
8. How Do You Do It? - Gerry and the Pacemakers
9. I Just Don't Know What to Do with Myself - Dusty Springfield
10. Sweets for My Sweet - The Searchers
11. Will You Still Be Waiting - Anne Dudley
12. A Groovy Kind of Love - Phil Collins

## Curiosità
- Nelle scene iniziali si intravede dalla TV che sta guardando Buster la serie televisiva Gli uomini della prateria, ed è possibile udirne anche la sigla.
- Il vero Buster Edwards appare nel film in un cameo, nella scena in cui Julie e Nicky arrivano ad Acapulco.
- Durante la prima, per il contenuto a dispetto della portata storica - un fatto accaduto durante il suo regno - Sua Maestà ebbe una visione privata nella sua residenza.
- Nel film appare in un cameo anche Carole Collins, sorella di Phil, nei panni di un'invadente vicina di casa